# Tezompan
Tezompan är en ort i Mexiko.   Den ligger i kommunen Atempan och delstaten Puebla, i den sydöstra delen av landet, 180 km öster om huvudstaden Mexico City. Tezompan ligger 2 277 meter över havet och antalet invånare är 381.
Terrängen runt Tezompan är bergig, och sluttar norrut. Runt Tezompan är det ganska tätbefolkat, med 179 invånare per kvadratkilometer. Närmaste större samhälle är Teziutlan, 9,2 km öster om Tezompan. I omgivningarna runt Tezompan växer huvudsakligen savannskog.